# Équipe cycliste Alfa Lum
L'équipe cycliste Alfa Lum était un groupe sportif italien créé en 1982. Sous des formes diverses, elle existait jusqu'à la fin de la saison 1990.

## Une histoire sinueuse
En 1982, l'équipe est formée de jeunes coureurs, dont le leader n'était alors qu'en devenir. Le jeune Franco Chioccioli terminait le « Giro » à la 25e place. En 1983, elle intégrait dans ses rangs Marino Lejarreta, coureur espagnol de premier plan. En 1985, l'équipe managée par Primo Franchini restait globalement semblable quant à son effectif, mais Alfa Lum n'était que sponsor secondaire. Fin 1985 Marino Lejarreta quittait l'équipe, qui se recentrait autour de Chioccioli, de retour et dont l'étoile avait sérieusement augmenté d'éclat. Pourtant en 1987, un nouveau chambardement intervenait, et place était faite à deux jeunes coureurs professionnels, Maurizio Fondriest et Jiří Škoda. Alfa Lum, marque d'un constructeur de portes et fenêtres, redevenait plus apparant en 1988, servi par un titre de champion du monde conquis par Maurizio Fondriest.  Domiciliée alors en République de Saint-Marin, elle renouvelait complètement son effectif en 1989 et devenait, de fait, la première équipe professionnelle du cyclisme soviétique. L'équipe Alfa Lum tenait ce rôle durant deux années puis disparaissait à la fin de la saison cycliste 1990.

## Le directeur sportif
Le point commun de ces différentes expériences est le directeur sportif Primo Franchini. Originaire de Faenza (province de Ravenne), né en 1941, Primo Franchini avait été coureur cycliste professionnel de 1967 à 1970. Son palmarès professionnel ne compte aucune victoire, seulement deux participations au Giro,. En 1989 et 1990, deux soviétiques sont à ses côtés : Nikolai Morozov, directeur technique-adjoint et Vladimir Brande. Au-delà de la direction sportive des coureurs, le rôle de Primo Franchini semble aussi d'importance dans la recherche de partenaires financiers afin de maintenir son équipe.

## les sponsors associés[7]
- en 1982, l'équipe se nomme Alfa Lum-Sauber.
- en 1983 et 1984, Alfa Lum est associée aux cycles Olmo.
- en 1985, le nom Alfa Lum ne figure pas dans l'intitulé officiel de l'équipe Alpilatte - Olmo - Cierre. Mais les maillots de l'équipe portent deux écussons Alfa Lum, en poitrine et sur une manche.
- en 1986 et 1987, ce sont ces mêmes écussons qui apparaissent sur les maillots d'une équipe nommée Ecoflam - Jollyscarpe - BFB Bruciatori - Alfa Lum, la première année, puis Ecoflam - BFB Bruciatori - Mareco - Alfa Lum. D'autres sponsors apparaissent sur le maillot: Pinarello, en particulier.
- en 1988, l'équipe porte le nom de Alfa Lum-Legnano-Ecoflam, Legnano étant une marque historique de cycles.
- en 1989 et 1990, l'équipe est associée au constructeur de cycles Colnago, même si cela ne figure pas dans l'appellation officielle. L'équipe se nomme simplement Alfa Lum[8].

## Domiciliation de l'équipe
- En Italie, l'équipe Alfa Lum-Olmo est domiciliée à Bologne en 1983. En 1984, la direction sportive reste à Bologne, le siège du groupe sportif est à Saint-Marin. Mais l'équipe est italienne[9]
- L'équipe Alfa Lum-Legnano, en 1988 est domiciliée à Bologne.
- À Saint-Marin, en 1989 et 1990. L'équipe Alfa Lum s'affilie à la Fédération cycliste de la république.
- Il est à noter que Primo Franchini[10] dirige de 1985 à 1987 des équipes qui ont cette même particularité, le sportif à Bologne, le siège social à Saint-Marin. En 1985, c'est l'équipe Alpilatte-Olmo-Cierre. En 1986 il dirige l'équipe Ecoflam-Jolly-Calzature-BFB. L'année suivante, en 1987, il dirige la même équipe, formée autour du champion Maurizio Fondriest, sous le nom de Ecoflam-Bruciatori, cycles Pinarello, dont le domicile est à Bologne et le siège social, Centro sportivo Serravalle, via Acquasalata, San Marino. Or c'est exactement la même adresse que celle de l'équipe Alfa Lum en 1989 et 1990[11].

## Composition de l'équipe

### 1982
- Coureurs italiens :
  - Mauro Angelucci, Giancarlo Baldoni, Stefano Boni, Vincenzo Cupperi, Corrado Donadio, Salvatore Maccali, Piero Onesti et Giuseppe Petito.
- Coureur australien :
  - Michael Wilson.
- Coureur suédois :
  - Anders Adamsson.

### 1983
- Coureurs italiens :
  - Fiorenzo Aliverti, Mauro Angelucci, Vincenzo Cupperi, Giuseppe Fatato, Salvatore Maccali, Orlando Maini, Giuseppe Martinelli, Piero Onesti et Giuseppe Petito.
- Coureurs espagnols :
  - Ismael Lejarreta et Marino Lejarreta.
- Coureur australien :
  - Michael Wilson.

### 1984
- Coureurs italiens :
  - Marino Amadori, Mauro Angelucci, Giuseppe Fatato, Roberto Gaggioli, Salvatore Maccali, Orlando Maini, Giuseppe Martinelli, Domenico Perani, Giuseppe Petito, Romano Randi, Maurizio Rossi.
- Coureurs espagnols :
  - Ismael Lejarreta, Marino Lejarreta et Juan Carlos Alonso.
- Coureur australien :
  - Michael Wilson.

### 1985
- Les coureurs italiens sont les mêmes, avec un nouvel arrivant:
  - Roberto Bressan, 25 ans
- Espagnols et Australien restent aussi
- Un coureur suisse arrive
  - Serge Demierre, 29 ans.

### 1986
- Coureurs italiens:
  - Marino Amadori
  - Daniele Caroli
  - Franco Chioccioli
  - Roberto Gaggioli
  - Claudio Golinelli
  - Orlando Maini
  - Filippo Piersanti
  - Romano Randi
  - Maurizio Rossi
- Coureur australien;
  - Michael Wilson

### 1987
- Restent les italiens Marino Amadori, Daniele Caroli, Claudio Golinelli, Orlando Maini, Maurizio Rossi. S'y ajoutent:
  - Luciano Buffo
  - Maurizio Fondriest
  - Camillo Passera
  - Marco Zen
- Départ de Michael Wilson, arrivée d'un coureur tchécoslovaque, un des premiers coureurs de l'Est européen à tenter l'aventure pro:
  - Jiří Škoda, âgé de 31 ans.

### 1988
Coureurs italiens :
- Marino Amadori.
- Luciano Boffo.
- Daniele Caroli.
- Maurizio Fondriest.
- Federico Longo.
- Orlando Maini.
- Camillo Passera.
- Giovanni Renosto.
- Maurizio Rossi.
- Marco Zen.

Coureur tchécoslovaque:
- Jiří Škoda.

### 1989
Tous les coureurs sont soviétiques. Ce n'est qu'en 1992, soit une année après la dissolution de l'équipe, que les coureurs soviétiques n'ont plus cette supra-nationalité et prennent la nationalité des  républiques fédérées au sein de l'ex-URSS. Tous les coureurs accèdent pour la première fois à la catégorie de cycliste professionnel.
- Nikolai Golovatenko, 26 ans.
- Oleg Iarochenko, 27 ans.
- Ivan Ivanov, 29 ans.
- Viktor Klimov, 25 ans.
- Dimitri Konyshev, 23 ans.
- Viktor Kupovets, 26 ans.
- Oleg Logvine, 30 ans.
- Vladimir Muravski, 30 ans.
- Vladimir Poulnikov, 24 ans.
- Andrei Sitnov, 24 ans
- Sergueï Soukhoroutchenkov, 33 ans.
- Andreï Tchmil, 26 ans.
- Piotr Ugrumov, 28 ans.
- Gintautas Umaras, 26 ans.
- Sergei Uslamin, 26 ans
- Alexandre Zinoviev, 28 ans.
- Vasyl Zhdanov, 26 ans.

### 1990
Tous soviétiques.
- Djamolidine Abdoujaparov, néo-pro 26 ans, né le 28 février 1964 à Tachkent, Ouzbékistan (URSS).
- Konstantin Bankin, 28 ans, néo-pro, né le 25 juillet 1962, à Shebrezne, Russie, URSS.
- Oleh Petrovich Chuzhda, 27 ans, né le 23 juillet 1963 à Kiev, Ukraine, URSS.
- Nikolai Golovatenko, 27 ans, né le 27 février 1963 à Kostanaï, Kazakhstan, (URSS).
- Ivan Ivanov, 30 ans, né le 9 mai 1960 à Urmary, Russie, (URSS).
- Oleg Iarochenko, 28 ans, né le 12 octobre 1962 à Rovenki, Russie, URSS.
- Viktor Klimov, 26 ans, né le 10 décembre 1964 à Simféropol, Ukraine, (URSS).
- Dimitri Konyshev, 24 ans, né le 8 février 1966 à Gorki, Russie, (URSS).
- Vladimir Muravski, né le 29 septembre 1959, à Riga, Lettonie, URSS.
- Vladimir Poulnikov, 25 ans, né le 5 juin 1965, à Kiev, Ukraine, (URSS).
- Assiat Saitov, 25 ans, néo-pro, né le 1er janvier 1965, à Kouibychev, Russie, (URSS).
- Igor Sumnikov, 24 ans, né le 30 septembre 1966, à Minsk, Biélorussie, (URSS)
- Andreï Tchmil, 27 ans, né le 22 janvier 1963, à Khabarovsk, Russie, (URSS).
- Piotr Ugrumov, 29 ans, né le 2 janvier 1961, à Riga, Lettonie, (URSS).
- Sergei Uslamin, 27 ans, né le 23 février 1963, à Kouibychev, Russie, (URSS).
- Alexander Troubine, 24 ans, néo-pro, né le 8 juin 1966, à Sverdlovsk, Russie, (URSS).
- Vasyl Zhdanov, 27 ans, né le 1er décembre 1963 à Kharkov, Ukraine, (URSS).

## Résultats

### 1983
- Marino Lejarreta: 2e du Tour d'Espagne, 6e du Tour d'Italie, 1er du Tour des Appenins, 2e de la Coupe Sabatini et du Tour d'Ombrie, 3e du Tour d'Émilie

### 1984
- Marino Lejarreta: 4e du Tour d'Italie, enlevant la 19e étape
- Orlando Maini: 9e étape du Tour d'Espagne
- Giuseppe Petito: Trophée de Laigueglia
- Michael Wilson: Trophée Matteoti

### 1985
- Marino Lejarreta: 5e du Tour d'Italie
- Orlando Maini: 7e étape du Tour d'Italie

### 1986
- Franco Chioccioli: 6e du Tour d'Italie, enlevant la 8e étape
- L'équipe Ecoflam termine à la 5e place l'étape contre la montre par équipes du Tour d'Italie

### 1988
- Victoire de Maurizio Fondriest au Championnat du monde sur route.
- Maurizio Fondriest remporte par ailleurs une étape à Tirreno - Adriatico, une étape au Tour de Suisse, le Grand Prix de Prato.

### 1989
- Classement officiel FICP, de la Coupe du monde, au 1er janvier 1990 : l'équipe Alfa Lum est à la 26e place (sur 52 équipes classées) avec un total de 610 points (la première équipe, PDM Ultima, totalise 2164,63 points)[14]
- Au classement FICP 1989 des coureurs : Dimitri Konyshev 41e avec 248 points; Ivan Ivanov 69e avec 174 points, Piotr Ugrumov 186e avec 70 points; Vladimir Poulnikov 206e avec 67 points.
- 18e étape du Tour d'Espagne : Ivan Ivanov.
- Ivan Ivanov, 6e, Vladimir Poulnikov, 31e, Piotr Ugrumov, 35e du Tour d'Espagne.
- Classement des néophytes au Tour d'Italie : Vladimir Poulnikov.
- Vladimir Poulnikov, 11e, Piotr Ugrumov, 16e, Sergei Uslamin, 42e du Tour d'Italie.
- Dimitri Konyshev, 2e du Championnat du monde sur route (avec le maillot de l'équipe nationale d'Union soviétique).
- Coupe Agostini : Dimitri Konyshev.

### 1990
- En Coupe du monde, dont le règlement avait été modifié par rapport à la première édition de 1989, l'équipe Alfa Lum, n'obtenait aucun point et ne figurait pas parmi les 25 équipes classées[15].
- Au classement 1990 FICP des coureurs: Dimitri Konyshev, 35e avec 436 points; Piotr Ugrumov, 59e avec 331,40 points; Vladimir Poulnikov, 83e avec 268,40 points.
- Au Tour de France, l'équipe fut la 22e équipe engagée. Dimitri Konyshev remportait la 17e étape, disputée entre Lourdes et Pau. Il terminait deuxième du classement des jeunes. Et ce fut tout. Lors de l'étape contre la montre par équipes (44,5 km au Futuroscope de Poitiers), l'équipe Alfa Lum terminait 21e sur 22... Djamolidine Abdoujaparov terminait mieux le Tour qu'il ne l'avait commencé: 7e à Bordeaux (18e étape), il se classait 4e de l'ultime étape aux Champs-Élysées (vainqueur, Johan Museeuw). Sur les 9 coureurs au départ du Tour, 3 abandonnaient: Sergei Uslamin, ab. 11e étape; Ivan Ivanov non partant et Assiat Saitov ab. lors de la 15e étape.
  - les 6 classés étaient: Dimitri Konyshev, 25e; Piotr Ugrumov, 45e; Alexandre Trubine, 126e; Djamolidine Abdoujaparov, 145e; Vasyl Zhdanov, 148e; Nikolai Golovatenko, 151e. (Il y avait 156 coureurs classés à l'arrivée à Paris.).
- Au Tour d'Espagne:
  - 19e étape, gagnée par Assiat Saitov.
  - maillot "amarillo" de leader: Viktor Klimov, 4 jours (du soir de la 2e étape, au soir de la 6e étape).
  - Ivan Ivanov, 8e; Nikolai Golovatenko, 50e; Andreï Tchmil, 106e; Assiat Saitov, 129e; abandons: Viktor Klimov, Djamolidine Abdoujaparov ( 2e de la 10e étape ); Vladimir Poulnikov (2e de la 15e étape, 24 km contre la montre).
  - Équipe Alfa Lum, 9e lors de la 2e B étape contre la montre par équipes.
- Au Tour d'Italie:
  - 9e étape, gagnée par Vladimir Poulnikov.
  - deuxièmes places des 5e étape Andreï Tchmil, 7e étape Piotr Ugrumov, 13e étape Djamolidine Abdoujaparov.
  - au classement général final: Vladimir Poulnikov, 4e; Piotr Ugrumov, 8e; Dimitri Konyshev, 30e; Assiat Saitov, 79e; Andreï Tchmil, 97e; Viktor Klimov, 103e; Sergei Uslamin, 125e; Djamolidine Abdoujaparov, 132e; Konstantin Bankin, 155e; (Il y avait 163 coureurs classés à l'arrivée finale, à Milan).
- Dimitri Konyshev, champion d'URSS sur route.